# Obidosus palpalis
Obidosus palpalis is een hooiwagen uit de familie Stygnidae. De originele naamcombinatie (protoniem) was Fonteboatus palpalis Roewer, 1931. Een volgende naamrecombinatie werd gepubliceerd als Protimesius palpalis (Roewer, 1931), maar vervolgens gewijzigd.